# Rozières-sur-Mouzon
Rozières-sur-Mouzon – miejscowość i gmina we Francji, w regionie Grand Est, w departamencie Wogezy.
Według danych na rok 1990 gminę zamieszkiwało 121 osób, a gęstość zaludnienia wynosiła 25 osób/km² (wśród 2335 gmin Lotaryngii Rozières-sur-Mouzon plasuje się na 924. miejscu pod względem liczby ludności, natomiast pod względem powierzchni na miejscu 1024.).